# Lijst van terpen in Nederland
Deze pagina bevat een (onvolledig) overzicht van bekende terpen en terpdorpen in Nederland. In Nederland werden terpen voornamelijk opgeworpen in de noordelijke kleistreken van Friesland en Groningen. In Groningen wordt meestal de benaming wierde gebruikt. In 1981 waren er in totaal 1190 terpen en wierden in deze streken bekend. Daarnaast bevinden zich concentraties van terpen in de gebieden rond Kampen en Schagen.

## Noord-Holland
- Hollands Kroon; een deel van deze terpen is rijksmonument
- Marken
- Schagen; een deel van deze terpen is rijksmonument
- Torp, afgegraven bij de bouw van woonwijk De Schooten, Den Helder.

## Flevoland
- Schokland

## Friesland
In de driehoek Harlingen-Leeuwarden-Sneek zijn nog relatief veel terpen bewaard gebleven.

### Dongeradeel
- Anjum
- Bornwird
- Dokkum
- Ee
- Engwierum
- Foudgum
- Holwerd
- Jouswier
- Metslawier
- Raard
- Wierum

### Ferwerderadeel
Alle dorpen van deze gemeente liggen op een terp.
- Ferwerd, grotendeels afgegraven
- Genum
- Hallum
- Hogebeintum
- Jislum
- Lichtaard
- Marrum
- Reitsum
- Wanswerd
- Westernijkerk

### Franekeradeel
Op het grondgebied van de gemeente zijn er meer dan 120 terpen of resten van terpen geregistreerd. Daaronder:
- Barrum
- Doijum
- Dongjum
- Fatum
- Herum
- Hitzum
- Holprijp
- Koum
- Laakwerd
- Lollum
- Lutjelollum
- Pietersbierum
- Sidlum
- Spannum
- Tallum
- Teetlum
- Tjallum
- Tolsum
- Tritzum
- Tzum
- Welsrijp
- Westerend

### Harlingen
In de gemeente Harlingen liggen ongeveer een zestiental terplocaties. 
- Almenum
- Midlum, restant
- Wijnaldum met o.a. de Koningsterp (rijksmonument) (vondst van een grote fibula, een mantelspeld)

### Leeuwarden
De stad is gebouwd op drie terpen.
- Nijehove
- Oldehove
- Hoek

### Littenseradeel
- Barkwerd
- Beers
- Bonkwerd
- Baard
- Britsaard
- Felsum
- Itens
- Hijlaard
- Jellum
- Jorum
- Kubaard
- Laard
- Staperd
- Swingaard
- Tywerd
- Waaxens
- Walperd
- Westerlittens
- Wommels

### Menaldumadeel
- Beetgum
- Boksum
- Jelsum, gedeeltelijk afgegraven terp
- Marssum
- Menaldum
- Slappeterp
- Dronrijp
- Deinum
- Ritsumaburen, Geheel afgegraven terp aan de Hegedyk tussen Ritsumazijl en Marssum

### Súdwest-Fryslân
- Barsum
- Bolsward, ontstaan op drie terpen, letterlijk betekent het De terp van Bodelis[3]
- Loerd
- Lopens
- Rillaard
- Tornwerd
- Koudum
- Sneek; binnenstad is deels op een terp gebouwd[4]
- Schettens, is een oud terpdorp

### Terschelling
- Stinswier van de Popmastins (rijksmonument)

## Groningen
In Groningen wordt de benaming wierde gebruikt

### Appingedam
- Appingedam
- Garreweer
- Jukwerd
- Laskwerd
- Marsum
- Opwierde
- Solwerd
- Tjamsweer, hele serie, aantal daarvan deels afgegraven
- Wierhuizen

### Delfzijl
- Amsweer
- Arwerd
- Bansum
- Bierum
- Biessum
- Borgsweer
- Bouwtenheerd
- Dallingeweer
- Farmsum
- Garbendeweer
- Geefsweer
- Godlinze
- Heveskes
- Holwierde
- Katmis
- Klein Wierum
- Krewerd
- Lalleweer
- Losdorp
- Lutjeburen
- Nansum
- Oldenbosch
- Oldenklooster
- Spijk
- Termunten
- Tweehuizen
- Uitwierde

### Het Hogeland
- Bedum
- Menkeweer
- Noordwolde
- Onderdendam
- Onderwierum
- Eenrum
- Klein Maarslag
- Leens
- Eelswerd
- Helwerd
- Kantens
- Kloosterwijtwerd
- Oldorp
- Rottum
- Usquert
- Warffum, qua omvang de grootste wierde van Nederland

### Loppersum
- Eenum
- Eenumerhoogte
- Garsthuizen
- Huizinge
- Leermens
- Loppersum
- Lutjewijtwerd
- Middelstum
- Oosterwijtwerd
- Stedum
- Toornwerd, deels afgegraven
- Westeremden
- Westerwijtwerd
- Wirdum
- 't Zandt

### Ten Boer
- Lellens
- Hemert
- Wittewierum
- Woltersum

### Het Hogeland en Westerkwartier (Ged.)
- Arwerd
- Baflo
- Bellingeweer
- Ezinge
- Feerwerd
- Maarhuizen
- Oostum
- Obergum
- Sauwerd
- Tinallinge
- Wetsinge
- Winsum

### Zuidhorn
- Aalsum
- Barnwerd
- Den Ham (kerkwierde)
- Englum
- Fransum
- Frytum
- Kenwerd
- Korhorn
- Langeweer
- Niehove
- Saaksum
- Selwerd